# Cirano Snidero
Cirano Snidero (Udine, 1º febbraio 1928 – Udine, 10 luglio 2007) è stato un calciatore italiano.

## Biografia
Figlio di un autista di pullman incaricato di condurre l'Udinese in trasferta, ebbe i primi contatti col mondo del calcio nell'ambiente del Ricreatorio Festivo Udinese, per poi approdare tra i professionisti ventenne con la squadra della sua città. Giocò diversi tornei di Serie A coi bianconeri e l'Alessandria, per poi chiudere tra i dilettanti.
Al termine della carriera di calciatore tornò ad Udine, dove gestì una pizzeria e s'impegnò nella politica locale, nelle file del Partito Socialista. Nel 1991 fu nominato Cavaliere dell'Ordine al merito della Repubblica italiana. Ebbe tre figli; il nipote Alberto Simonetti è calciatore dilettante.
Morì nel 2007, a 79 anni, in una clinica della città friulana.

## Caratteristiche tecniche
Con l'Udinese esordì all'ala, per poi venire spostato in mediana, a destra, dove secondo il giornalista Piero Micoli «poteva esprimere le sue caratteristiche di implacabile marcatore, senza avere tuttavia perso la sua indole naturale di attaccante». Negli anni Cinquanta il cronista Giuseppe Melillo lo giudicò «mobilissimo e tenacissimo».
Parlando dell'esperienza alessandrina, il giornalista Marcello Marcellini lo ha descritto «uomo francobollo del centrocampo, colui a cui vengono affidati gli avversari più rognosi. In campo è "cattivo" al punto giusto e non si dà mai per vinto». Per Ugo Boccassi nel centrocampo grigio «se Boniardi era il buono e Traverso il brutto, Snidero era senz'altro il cattivo [...]; "vedeva" il gioco, i compagni, gli avversari, spesso anche la porta».

## Carriera

### Udinese
Dopo aver giocato in gioventù con la Serenissima di Pradamano e con la Pro Cervignano, nei campionati minori, debuttò nella prima squadra dell'Udinese nella stagione 1947-1948, in Serie B. Titolare nelle due stagioni successive, in cui la compagine bianconera ottenne due promozioni consecutive partendo dalla C e approdò per la prima volta nella sua storia nel massimo campionato, fece il suo esordio in A il 10 settembre 1950, in Milan-Udinese 6-2.
Nei primi anni non giocò con regolarità e fu alternato ai più esperti Bimbi, Revere ed Invernizzi. Nella stagione 1954-1955 l'allenatore Giuseppe Bigogno lo scelse per formare una solida mediana in coppia con Augusto Magli; il reparto contribuì all'inserimento della poco quotata compagine friulana nella lotta per lo scudetto e al conseguimento del secondo posto in campionato, migliore prestazione in campionato nella storia dei friulani. Il club fu retrocesso in Serie B per gli sviluppi del caso relativo alla cosiddetta confessione di Settembrino, ma rimase comunque celebre per l'imbattibilità assoluta mantenuta nel corso di tutto l'anno solare 1955.
Avendo disputato nove stagioni nelle file dei friulani, vantando oltre duecento gare da titolare e avendo partecipato a due promozioni dalla Serie B (1949-1950 e 1955-1956) e ad una dalla C (1948-1949), Snidero è considerato «una colonna bianconera degli anni Cinquanta». Un sondaggio tra i sostenitori dell'Udinese lanciato nel 2012 dal Messaggero Veneto lo ho indicato come miglior mediano di tutti i tempi.

### Alessandria e Pordenone
Nel 1956 Snidero lasciò l'Udinese assieme al compagno di squadra Castaldo per vestire la maglia dell'Alessandria, formazione cadetta con ambizioni di alta classifica, e nel giugno successivo guadagnò la terza promozione personale in Serie A.
Militò nuovamente in massima serie per altre tre stagioni; in quest'occasione risentì «un po' del salto di categoria». Nel 1957-1958, torneo del «catenaccissimo» grigio, fu impiegato come riserva di Antonio Marcellini, nel campionato successivo occupò il posto di terzino destro lasciato libero da Nardi, passato momentaneamente a libero, infine nel 1959-1960 ritornò in mediana, dove veniva schierato alternativamente a Filini, Forin e Moriggi anche per via di un infortunio e di una conseguente operazione chirurgica.
Coi grigi giocò ancora una stagione nel campionato cadetto, per poi chiudere in Serie C col Pordenone.

## Statistiche

### Presenze e reti nei club
| Stagione           | Squadra            | Campionato         | Campionato | Campionato | Coppe nazionali | Coppe nazionali | Coppe nazionali | Totale | Totale |
| Stagione           | Squadra            | Comp               | Pres       | Reti       | Comp            | Pres            | Reti            | Pres   | Reti   |
| ------------------ | ------------------ | ------------------ | ---------- | ---------- | --------------- | --------------- | --------------- | ------ | ------ |
| 1947-1948          | Udinese            | B                  | 13         | 0          | –               | –               | –               | 13     | 0      |
| 1948-1949          | Udinese            | C                  | 31         | 0          | –               | –               | –               | 31     | 0      |
| 1949-1950          | Udinese            | B                  | 28         | 1          | –               | –               | –               | 28     | 1      |
| 1950-1951          | Udinese            | A                  | 25         | 0          | –               | –               | –               | 25     | 0      |
| 1951-1952          | Udinese            | A                  | 17         | 0          | –               | –               | –               | 17     | 0      |
| 1952-1953          | Udinese            | A                  | 22         | 0          | –               | –               | –               | 22     | 0      |
| 1953-1954          | Udinese            | A                  | 11         | 0          | –               | –               | –               | 11     | 0      |
| 1954-1955          | Udinese            | A                  | 31         | 1          | –               | –               | –               | 31     | 1      |
| 1955-1956          | Udinese            | B                  | 24         | 0          | –               | –               | –               | 24     | 0      |
| Totale Udinese     | Totale Udinese     | Totale Udinese     | 203        | 2          | –               | –               | –               | 203    | 2      |
| 1956-1957          | Alessandria        | B                  | 23         | 1          | –               | –               | –               | 23     | 1      |
| 1957-1958          | Alessandria        | A                  | 15         | 1          | CI              | 4               | 0               | 19     | 1      |
| 1958-1959          | Alessandria        | A                  | 30         | 0          | CI              | 2               | 0               | 32     | 0      |
| 1959-1960          | Alessandria        | A                  | 19         | 1          | CI              | 1               | 0               | 20     | 1      |
| 1960-1961          | Alessandria        | B                  | 25         | 1          | CI              | 2               | 0               | 27     | 1      |
| Totale Alessandria | Totale Alessandria | Totale Alessandria | 112        | 4          | –               | 9               | 0               | 121    | 4      |
| 1961-1962          | Pordenone          | C                  | 20         | 0          | –               | –               | –               | 20     | 0      |
| Totale carriera    | Totale carriera    | Totale carriera    | 334        | 6          | –               | 9               | 0               | 343    | 6      |

## Palmarès

### Giocatore

#### Club

##### Competizioni nazionali
- Serie B: 1

Udinese: 1955-1956
- Serie C: 1

Udinese: 1948-1949